# Lepa Njiva
Lepa Njiva je naselje v Občini Mozirje.